# Chris Corbould
Christopher Charles Corbould (Londra, 5 marzo 1958) è un effettista britannico.

## Biografia
Nato nel quartiere londinese di Hampstead, Christopher Charles Corbould è un supervisore agli effetti speciali ben conosciuto per il suo lavoro su grandi film di successo e le scene d'azione su circa 11 film di James Bond fin dai primi anni ottanta. Ha lavorato anche sugli effetti speciali digitali e le acrobazie della serie di film di Superman e Batman. Corbould ha ricevuto due lauree honoris causa dalla Southampton Solent University nel dicembre 2009 e dalla University of Hertfordshire nel 2011. Nel 2011, ha vinto l'Oscar ai migliori effetti speciali all'83ª edizione dei premi Oscar per il suo lavoro nel film Inception.
Ha tre fratelli, Paul Corbould,  Neil Corbould e Ian Corbould, anche loro attivi nel mondo cinematografico come supervisori agli effetti speciali.
Nel 2015 entra nel Guinness World Record, per la realizzazione della più grande esplosione cinematografica per il film Spectre, per la quale ha usato 8418 litri di benzina e 33 kg di esplosivo.

## Filmografia parziale
- Tommy, regia di Kenn Russell (1975) - Assistente agli effetti speciali, non accreditato
- La notte dell'aquila (The Eagle Has Landed), regia di John Sturges (1976) - Assistente agli effetti speciali, non accreditato
- Moonraker - Operazione spazio (Moonraker), regia di Lewis Gilbert (1979) - Tecnico degli effetti speciali, non accreditato
- Saturn 3, regia di Stanley Donen (1980) - Assistente agli effetti speciali
- Superman II, regia di Richard Lester (1980) - Tecnico degli effetti speciali, non accreditato
- Solo per i tuoi occhi (For Your Eyes Only), regia di John Glen (1981) - Tecnico degli effetti speciali, non accreditato
- Condorman, regia di Charles Jarrott (1981) - Tecnico degli effetti speciali, non accreditato
- Superman III, regia di Richard Lester (1983) - Tecnico degli effetti speciali senior
- Krull, regia di Peter Yates (1983) - Tecnico degli effetti speciali
- Supergirl - La ragazza d'acciaio (Supergirl), regia di Jeannot Szwarc (1984) - Tecnico degli effetti speciali
- 007 - Bersaglio mobile (A View to a Kill), regia di John Glen (1985) - Tecnico degli effetti speciali, non accreditato
- Space Vampires (Lifeforce), regia di Tobe Hooper (1985) - Équipe degli effetti speciali
- Link, regia di Richard Franklin (1986) - Tecnico degli effetti speciali senior
- Delta Force (The Delta Force), regia di Menahem Golan (1986) - Effetti speciali
- 007 - Zona pericolo (The Living Daylights), regia di John Glen (1987) - Effetti speciali
- Willow, regia di Ron Howard (1988) - Tecnico degli effetti speciali senior
- Le avventure del barone di Münchausen (The Adventures of Baron Munchausen), regia di Terry Gilliam (1988) - Tecnico degli effetti speciali con il nome di Christopher Cobould
- 007 - Vendetta privata (Licence to Kill), regia di John Glen (1989) - Supervisore agli effetti speciali della seconda unità
- L'isola del tesoro (Treasure Island), regia di Fraser Clarke Heston - film TV (1990) - Effetti speciali
- Cabal (Nightbreed), regia di Clive Barker (1990) - Supervisore agli effetti speciali
- Highlander II - Il ritorno (Highlander II - The Quickening), regia di Russell Mulcahy (1991) - Supervisore effetti speciali "floor", non accreditato
- Hudson Hawk - Il mago del furto (Hudson Hawk), regia di Michael Lehmann (1991) - Tecnico degli effetti speciali
- Cuori ribelli (Far and Away), regia do Ron Howard (1992) - Tecnico degli effetti speciali senior
- Alien³, regia di David Fincher (1992) - Tecnico degli effetti speciali senior
- Charlot (Chaplin), regia di Richard Attenborough (1992) - Tecnico degli effetti speciali
- Il figlio della Pantera Rosa (Son of the Pink Panther), regia di Blake Edwards (1993) - Tecnico degli effetti speciali senior
- La casa degli spiriti (The House of the Spirits), regia di Bille August (1993) - Tecnico degli effetti speciali
- Viaggio in Inghilterra (Shadowlands), regia di Richard Attenborough (1993) - Supervisore agli effetti speciali
- Intervista col vampiro (Interview with the Vampire: The Vampire Chronicles), regia di Neil Jordan (1994) - Supervisore effetti speciali "floor"
- The Adventures of Young Indiana Jones: Treasure of the Peacock's Eye, regia di Carl Schultz - film TV (1995) - Effetti speciali
- GoldenEye (GoldenEye), regia di Martin Campbell (1995) - Supervisore agli effetti speciali
- Spiriti nelle tenebre (The Ghost and the Darkness), regia di Stephen Hopkins (1996) - Supervisore agli effetti speciali
- Biancaneve nella foresta nera (Snow White: A Tale of Terror), regia di Michael Cohn - film TV (1997) - Supervisore effetti speciali "floor"
- Il domani non muore mai (Tomorrow Never Dies), regia di Roger Spottiswoode (1997) - Supervisore agli effetti speciali
- Tempesta di fuoco (Firestorm), regia di Dean Semler (1998) - Coordinatore degli effetti speciali
- La mummia (The Mummy), regia di Stephen Sommers (1999) - Supervisore agli effetti speciali
- Il mondo non basta (The World Is Not Enough), regia di Michael Apted (1999) - Supervisore agli effetti speciali
- La carica dei 102 - Un nuovo colpo di coda (102 Dalmatians), regia di Kevin Lima (2000) - Coordinatore degli effetti speciali
- Lara Croft: Tomb Raider, regia di Simon West (2001) - Supervisore agli effetti speciali
- La morte può attendere (Die Another Day), regia di Lee Tamahori (2002) - Supervisore agli effetti speciali
- Tomb Raider - La culla della vita (Lara Croft Tomb Raider: The Cradle of Life), regia di Jan de Bont (2003) - Direttore degli effetti speciali
- Batman Begins, regia di Christopher Nolan (2005) - Coordinatore degli effetti speciali
- Casino Royale, regia di Martin Campbell (2006) - Supervisore effetti miniature
- Il cavaliere oscuro (The Dark Knight), regia di Christopher Nolan (2008) - Supervisore agli effetti speciali
- Quantum of Solace, regia di Marc Forster (2008) - Coordinatore degli effetti speciali
- Inception, regia di Christopher Nolan (2010) - Supervisore agli effetti speciali
- X-Men - L'inizio (X-Men: First Class), regia di Matthew Vaughn (2011) - Supervisore agli effetti speciali
- John Carter, regia di Andrew Stanton (2012) - Supervisore agli effetti speciali
- Il cavaliere oscuro - Il ritorno (The Dark Knight Rises), regia di Christopher Nolan (2012) - Supervisore agli effetti speciali
- Skyfall, regia di Sam Mendes (2011) - Supervisore agli effetti speciali
- Spectre, regia di Sam Mendes (2015) - Supervisore agli effetti speciali
- Star Wars - Il risveglio della Forza (Star Wars. The Force Awakens), regia di J. J. Abrams (2015) - Supervisore agli effetti speciali
- Star Wars - Gli ultimi Jedi (Star Wars: The Last Jedi), regia di Rian Johnson (2017) - Supervisore agli effetti speciali
- La bella e la bestia (Beauty and the Beast), regia di Bill Condon (2017)
- Ritorno al Bosco dei 100 Acri (Christopher Robin), regia di Marc Forster (2018) - Supervisore agli effetti speciali
- Lo schiaccianoci e i quattro regni (The Nutcracker and the Four Realms), regia di Lasse Hallström e Joe Johnston (2018) - Supervisore agli effetti speciali
- No Time to Die, regia di Cary Fukunaga (2021) - Supervisore agli effetti speciali

## Riconoscimenti
- 1996
  - Nomination BAFTA ai migliori effetti speciali insieme a Derek Meddings e Brian Smithies per Agente 007 - GoldenEye (GoldenEye)
- 2000
  - Nomination BAFTA ai migliori effetti speciali insieme a John Andrew Berton Jr, Daniel Jeanette e Ben Snow per La mummia (The Mummy)
  - Nomination Saturn Award per i migliori effetti speciali insieme a John Andrew Berton Jt, Daniel Jeannette, Ben Snow per La mummia (The Mummy)
- 2003
  - Nomination VES Best Special Effects in a Motion Picture per Agente 007 - La morte può attendere (Die Another Day)
- 2006
  - Nomination BAFTA ai migliori effetti speciali insieme a Janek Sirrs, Dan Glass e Paul Franklin per Batman Begins
  - Nomination Saturn Award per i migliori effetti speciali insieme a Janek Sirrs, Dan Glass e Paul J. Franklin per Batman Begins
- 2007
  - Nomination BAFTA ai migliori effetti speciali insieme a Steve Begg, John Paul Docherty e Ditch Doy per Casino Royale
  - VES Outstanding Special Effects in a Motion Picture insieme a Peter Notley, Ian Lowe e Roy Quinn per Casino Royale
- 2009
  - Nomination Oscar ai migliori effetti speciali insieme a Nick Davis, Timothy Webber e Paul J. Franklin per Il cavaliere oscuro (The Dark Knight)
  - Nomination BAFTA ai migliori effetti speciali insieme a Nick Davis, Paul Franklin e Tim Webber per Il cavaliere oscuro (The Dark Knight)
  - Nomination BAFTA ai migliori effetti speciali insieme a Kevin Tod Haug per Quantum of Solace
  - Saturn Award per i migliori effetti speciali insieme a Nick Davis, Timothy Webber e Paul Franklin per Il cavaliere oscuro (The Dark Knight)
  - VES Outstanding Special Effects in a Feature Motion Picture insieme a Peter Notley e Ian Lowe per Il cavaliere oscuro (The Dark Knight)

- 2011
  - Oscar ai migliori effetti speciali insieme a Andrew Lockley, Pete Bebb e Paul J. Franklin per Inception
  - BAFTA ai migliori effetti speciali insieme a Paul Franklin, Andrew Lockley e Peter Bebb per Inception
  - Saturn Award per i migliori effetti speciali insieme a Paul Franklin, Andrew Lockley e Peter Begg per Inception
  - VES Outstanding Visual Effects in a Visual Effects Driven Feature Motion Picture insieme a Paul J. Franklin, Mike Chambers e Matthew Plummer per Inception
- 2016
  - Nomination Oscar ai migliori effetti speciali insieme a Roger Guyett, Paul Kavanagh e Neal Scanlan per Star Wars - Il risveglio della Forza (Star Wars: The Force Awakens)
- 2018
  - Nomination Oscar ai migliori effetti speciali insieme a Ben Morris, Mike Mulholland e Neal Scanlan per Star Wars - Gli ultimi Jedi (Star Wars: The Last Jedi)
- 2019
  - Nomination Oscar ai migliori effetti speciali insieme a Christopher Lawrence, Michael Eames e Theo Jones per Ritorno al Bosco dei 100 Acri (Christopher Robin)